# Sid Meier's Covert Action
Sid Meier's Covert Action est un jeu vidéo d'infiltration développé par MPS Labs et édité par MicroProse, sorti en 1990 sur DOS et Amiga.

## Accueil
- Gen4 : 41 % (Amiga)[1]